# Marinens Flygväsende

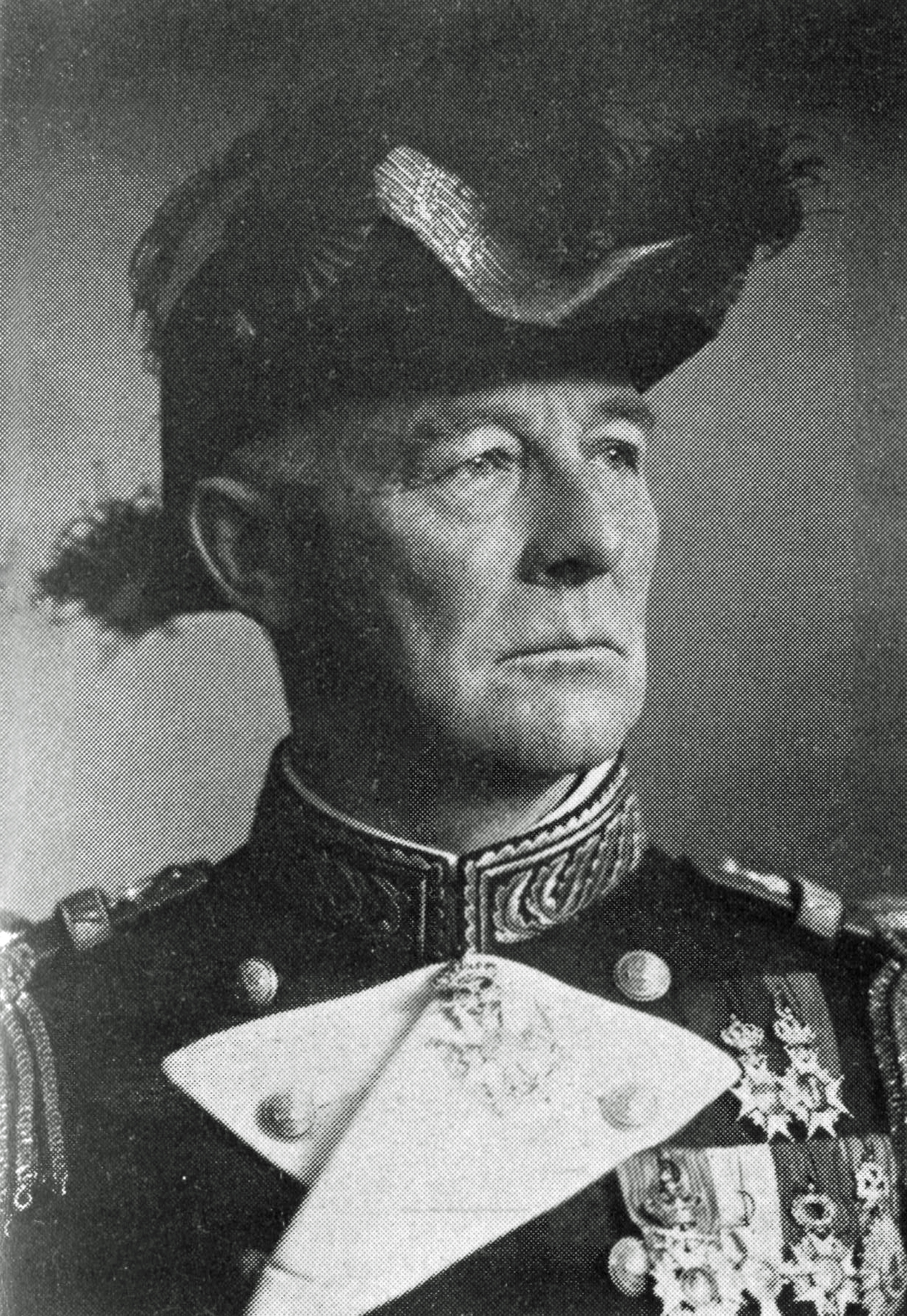
Gunnar Unger

Marinens Flygväsende, kort MFV, var den svenska marinens organisation för den marina flygavdelningen som reglerades enligt ett kungligt brev utfärdat 30 juli 1915.
Redan 3 februari 1912 tjuvstartade Marinens Flygväsende sin flygande verksamhet med Olof Dahlbecks flygning med Bryggarkärran eller Aeroplanet N:r 1 av modell Blériot XI från Stora Värtans is. Flygplanet var en gåva från direktör Otto Emil Neumüller 1 december 1911. Flygplanet var avsett att användas för spaning till sjöss. Det visade sig dock vara mycket svårfluget och kom inte att användas särskilt flitigt, motorn flyttades redan 1913 till flygbåten L1 och 1916 kasserades flygplanet.
I samband med den Björkqvistska pansarbåtsinsamlingen för att finansiera pansarskeppet Sverige fick man in mer pengar än vad som krävdes för pansarskeppet, och det föreslogs i december 1912 att de överskjutande medlen borde användas till en luftflotta för MFV och Arméflyget. En kommission tillsattes med kommendörkapten Ekelund och Dahlbeck från flottan och överstelöjtnant Murray och Hamilton från armén för att besöka olika flygfabriker i Europa. För MFV betydde inköpsresan att man under oktober november 1913 fick tre nya flygplan. NI av modell Nieuport IVM, L1 av Donnet-Lévêques fabrikat och F 1 av modell Farman HF 23. I december 1913 köpte man även ytterligare en Donnet-Lévêque från Carl Cederströms nedlagda flygskola, vilken fick beteckningen L II.

## Första världskriget
1 augusti 1914 bröt första världskriget ut, och MFV mobiliserade för att utföra spaning över havet. Att bevaka hela Sveriges kust med fyra flygplan var omöjligt och via Södertelge Verkstäder anskaffades två nya och ett begagnat Farman HF 23-flygplan som levererades 5 augusti 1914. Med den tillgängliga flygande materielen organiserades fyra spaningsgrupper 7 augusti. Grupp I baserades i Stockholms norra skärgård med Furusund som bas, grupp II baserades i Stockholms södra skärgård med Saltsjöbaden som bas, grupp III baserades i Karlskrona vid Stumholmen och grupp IIII baserades i Göteborg med Älvsborgs fästning som bas. Under hösten 1915 utökade man med en spaningsgrupp i Landskrona vid ön Gråen med Enoch Thulin som flygbåtsförare. På grund av det omfattande bevakningsområdet och flygmaterielens bristande pålitlighet blev övervakningen sporadisk. Problemet minskade lite när TDS (Torpeddepartementet på flottans varv i Stockholm) tillverkade två Farmanflygplan av reservdelar och delar från kasserade flygplan. Men bristen på flygande materiel betydde att flygstationerna i Stockholms norra och södra skärgård inte kunde förses med några flygbåtar sommaren 1917. Vid årsskiftet 1917–1918 bestod flygmaterielen av sex Farman HF 23, fem Thulin Typ G samt en Donnet-Lévêque. 
Under hösten 1917 lyckades man köpa fem Friedrichshafen, så vid krigsslutet fanns i kategorin stridsflygplan fyra Thulin Typ G och fem Friedrichshafen. Radiotelegrafiapparater saknades, den från Tyskland inköpta Schwarzlosekulsprutan var för tung för flygplanen, och bombfällningsanordningarna var outprovade. Av de flygplan som anskaffades till MFV från starten 1915 fram till 1918 var ungefär hälften finansierade via privata donationer och insamlingar. När freden kom var också materielen föråldrad eller utsliten.
Vid bildandet 1915 underställdes MFV chefen för marinstaben. Personalen utgjordes av flygbåtsförare, flygbåtsmaskinister och flygspanare. Flygplanen benämndes flygbåtar, även om det var rena landflygplan. Den flygande materielen skulle fördelas på sjöstyrkor, flygstationer och kustfästningar efter behov. Flygbåtar som inte var rustade skulle förvaras på marinens depå i Stockholm. För underhåll och reparationer var man hänvisade till Torpeddepartementet vid Flottans Varv i Stockholm. Som första chef för MFV utsågs kommendörkaptenen Gunnar Unger.

## Efterkrigstiden
I väntan på 1919 års försvarsrevision kunde inga nyinköp genomföras. Eftersom revisionen inte kom med något slutbetänkande 1920, kunde inte då heller några nyinköp ske. Först 1921 beviljades man 800 000 kronor på tilläggsstat, som skulle finansiera fyra flygbåtar tillverkade vid TDS och två nyinköp utifrån. Tidpunkten var annars den rätta för inköp, eftersom det fanns ett stort utbud av överskottsmateriel. Flygkompaniet som genom en kort väg till beslut och enkel byråkrati köpte flygplan på överskottsmarknaden löste finansieringen i efterhand. Men marinens tungrodda byråkrati och många beslutsfattare inblandade ledde till långa beslutstider, och man kunde inte utnyttja läget med realisationspriserna på marknaden.
Under hösten 1919 besöktes MFV av fyra italienska marinflygare, som en gest överlämnades två flygbåtar som en gåva till MFV. Under 1919 1920 tillsattes en arbetsgrupp på TDS för att inleda egen produktion av flygbåtar. Man anställde Carl Clemens Bücker som provflygare och teknisk konsult.  I januari 1920 startade tillverkningen av en kopia av Friedrichshafen FF 33, som gavs benämningen Typ 20 svensk. Flygplanet blev klart i november 1921 men visade sig inte ha sämre flygegenskaper än originalet. Trots detta tillverkades ytterligare två flygplan, men med dubbelkommando för att kunna fungera som skolflygplan. Senare beställdes ytterligare två flygplan som blev klara under hösten 1924. Flygverkstaden vid TDS byggdes ut för att kunna klara en årlig produktion av åtta nytillverkade flygplan om året. Förutom Friedrichshafen arbetade man även med Caspar S.I, som blev känt under smeknamnet Hansa. Vid 1924 års riksdag beviljades medel för inköp av två torpedflygplan och två fjärrspaningsflygplan. Tanken var att köpa prototypexemplar som sedan kunde licenstillverkas vid TDS.
När MFV upplöstes och inordnades i Flygvapnet 1 juli 1926 överlämnade man en flygflotta på totalt 27 flygplan varav 14 räknades som skolflygplan.

## Baser
MFV:s huvudbas var TDS i Stockholm på Galärvarvet. Hit kom flygplanen för förvaring, underhåll och reparationer. Start och landning skedde på Djurgårdsbrunnsviken eller Nybroviken. Vid mobiliseringen 1914 upprättades fyra spaningsgrupper som följdes av en femte grupp 1915. Tillfälligtvis flög man även från Oscar Fredriksborg och Vaxholms fästning. Under 1922 inrättade man en bas vid Märsgarn i Hårsfjärden. Den enda flygstation som samtidigt inte var en flottbas inköptes 1918 vid Hägernäsvikens strand. Den utrustades 1919 med ett start- och landningstråk och en stor fri vattenyta. Till en början uppfördes tälthangarer samt några skjul för verkstad och radiostation. Personalen inkvarterades på ett logementsfartyg och från 1925 tillfördes även depåfartyget Jacob som kunde lyfta ombord flygplanen för transport eller mindre reparationer. Vid sammanslagningen med Flygvapnet blev benämningen på Hägernäs ändrad till Flygvapnets 2 flygkår som senare blev F 2 Hägernäs. Förutom fredsbaserna rekognoserades 1921 lämpliga krigsbaser vid Malmös civila flyghamn, Landskrona, Västervik, Fårösund, Oskarshamn, Harg, Härnösand, Umeå och Luleå.

## Flygutbildning
Marinen inrättade sin första flygskola 1913 vid Oscar Fredriksborg med Dahlbeck som skolchef och löjtnanterna C G Krokstedt och R Werner som flyglärare. Året efter var flygskolan förlagd vid Märsgarn i Hårsfjärden mellan april och juli, därefter fick flygbåtarna transporteras till TDS för underhåll och förvaring med en kanonbåt. 1915 tillverkade man en flygkropp som påminde om Farman, utrustad med dubbelkommando för att kunna träna körning på marken. 1916 placerade man flygskolan i Karlskrona. På vårvintern 1918 flyttades skolan till Vaxholm. Vårvintern 1919 permanentades vinterflygskolan i Hägernäs och här genomfördes både grundskolning och vidare stridsflygning. Senare kom även avancerad flygning att ingå i utbildningen. För att kunna genomgå utbildningen i Hägernäs måste man först ha klarat en teoretisk kurs i Stockholm. De första åren användes alla flygplan i någon form av skolning, men från 1919 använde man Farmanflygplanen för grundskolning. 1922 ersattes de av fem flygplan av Albatros typ. För avancerad- och spanarutbildning användes 1919–1926 Thulin Typ G, LVG, HE 3 och Avro 504K. Efter utbildningen i Hägernäs följde utbildning på sjöflygplan i Karlskrona eller Göteborg. Under hösten andra året i utbildningen följde en period med skjutning och bombfällningsövningar samt samövning med marina enheter. Som chef för flygskolan i Hägernäs utsågs Arvid Flory

## Chefer för Marinens Flygväsende
- Gunnar Unger 1915–1918
- Thor Lübeck 1918–1926